# Patty Griffin

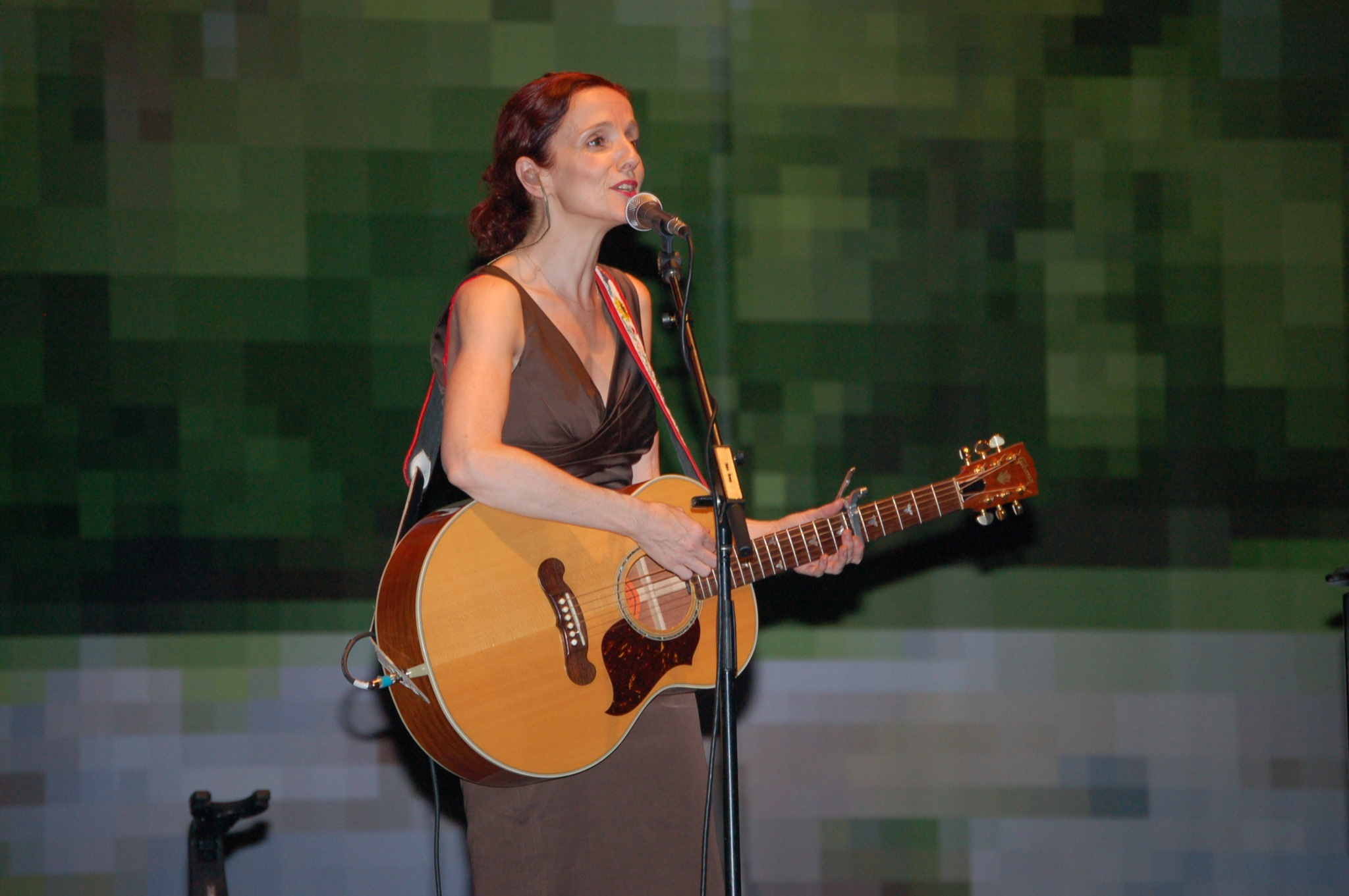
Patty Griffin bei einem Konzert im North Carolina Museum of Art (2006)

Patty Griffin (Geburtsname Patricia Jean Griffin; * 16. März 1964 in Old Town, Maine) ist eine amerikanische Sängerin und Songschreiberin sowie Grammy-Preisträgerin. Griffin wurde besonders für den bodenständigen Stil ihrer Lieder und ihre Beziehung zu Musikern wie Emmylou Harris, Ellis Paul und den Dixie Chicks bekannt, die mit ihr aufgetreten sind oder ihre Lieder gespielt haben, wodurch diese einem größeren Publikum der Pop- und Country-Musik bekannt wurden. Griffin erspielte sich auch im Bereich Folk in Amerika eine breite Fanbasis. Sie erhielt außerdem die höchste Auszeichnung der Americana Music Association als „Artist of the Year“ (Künstlerin des Jahres) 2007 und den Preis für das beste Album für Children Running Through. 2010 nahm sie mit dem ehemaligen Led-Zeppelin-Sänger Robert Plant ein Album auf (Band of Joy) und ging mit ihm auf Tournee.

## Diskografie

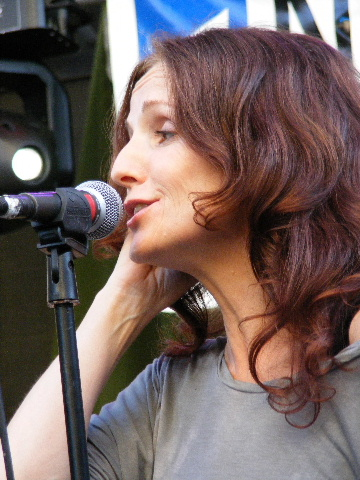
Patty Griffin (2010)

### Alben
| Jahr | Titel                    | Höchstplatzierung, Gesamtwochen, AuszeichnungChartsChartplatzierungen (Jahr, Titel, Platzierungen, Wochen, Auszeichnungen, Anmerkungen) | Anmerkungen                                |
| Jahr | Titel                    | US | Anmerkungen                                |
| ---- | ------------------------ | --- | ------------------------------------------ |
| 2002 | 1000 Kisses              | US101 (3 Wo.)US | ATO Records                                |
| 2004 | Impossible Dream         | US67 (5 Wo.)US | ATO Records                                |
| 2007 | Children Running Through | US34 (7 Wo.)US | ATO Records                                |
| 2010 | Downtown Church          | US38 (4 Wo.)US | Credential Recordings                      |
| 2013 | American Kid             | US36 (5 Wo.)US | New West Records                           |
| 2013 | Silver Bell              | US64 (2 Wo.)US | Bereits 2000 aufgenommen; A&M Records, UMe |
| 2015 | Servant of Love          | US68 (1 Wo.)US | Thirty Tigers                              |

Weitere Alben
- 1996: Living with Ghosts, A&M Records
- 1998: Flaming Red, A&M
- 2003: A Kiss in Time, ATO Records, BMG
- 2010: Downtown Church, Credential Recordings
- 2019: Patty Griffin, Thirty Tigers

### Livealben
- 2003: A Kiss in Time (CD, Album + DVD-V), ATO Records, BMG
- 2008: Patty Griffin: Live from the Artist’s Den

### Videoalben
- 2007: Live from Artists Den
- 2012: Live from the Artists Den (Robert Plant, Band of Joy)

### Sonstige Veröffentlichungen
- 1997: Live at the World Cafe: Vol. 5 (World Cafe Records) – „Every Little Bit“
- 1998: Lilith Fair: A Celebration of Women in Music – „Cain“ (Liveaufnahme von 1997)
- 2002: Live at the World Café: Vol. 15 – Handcrafted – „Rain“
- 2002: 107.1 KGSR Radio Austin – Broadcasts Vol.10 – „Rain“
- 2005: Elizabethtown Soundtrack (RCA Records) – „Long Ride Home“, „Moon River“
- 2009: Oh Happy Day: An All-Star Music Celebration (EMI Gospel/Vector Recordings) – „Waiting for My Child to Come Home“ (mit Mavis Staples und den Tri-City Singers)
- Live at the World Cafe: Vol. 16 – Sweet Sixteen  (World Cafe Records) – „Makin’ Pies“
- 2009: Big Dreams & High Hopes (Jack Ingram) – „Seeing Stars“
- 2010: Band of Joy (Robert Plant)

## Auszeichnungen
- Grammy Awards[3]
  - 2011: Bestes traditionelles Gospelalbum für Downtown Church
  - 2020: Bestes Folkalbum für Patty Griffin